# 小薮村
小薮村（こやぶむら）はかつて岐阜県羽島郡に存在した村である。
現在の羽島市南部、現在の羽島市桑原町の南部に該当し、羽島郡最南端の村であった。
木曽川と長良川に挟まれた輪中地帯であり、木曽三川分流工事で河道の拡張のため一部の集落が移転している。また、一部（西小薮地区）は長良川の川中島である。

## 歴史
- 江戸時代初期、この地域に人家はなく、木曽川・長良川に挟まれた前方野原と呼ばれる中州であったが、正保以前に新田開拓が行われて人が住むようになる。
- 江戸時代末期、この地域は美濃国中島郡であり、尾張藩領（大須村、午南新田）、天領（小薮村）であった。
- 1889年（明治22年）7月1日 - 町村制により小薮村が発足。
- 1897年（明治30年）4月1日[2] - 羽栗郡と中島郡と合併して羽島郡となる。
- 1897年（明治30年）4月1日 - 小薮村、午南新田と大須村[3]の大部分と八神村の一部が合併し、改めて小薮村が発足。
- 1927年（昭和2年）4月1日 - 八神村と合併し桑原村が発足。同日小薮村廃止。

## 学校
- 小薮尋常高等小学校（後の羽島市立桑原小学校）

## その他
- 小薮村は江戸時代の新田開発でできたため、小薮村と八神村の間は堤防で仕切られていた。